# Bernard Edelman
Bernard Edelman (Paris, 22 de fevereiro de 1938 – Paris, 3 de setembro de 2020) foi um filósofo e jurista francês, especialista em propriedade intelectual e direito autoral. Foi professor-pesquisador da ENS francesa.

## Obras
- Le droit saisi par la photographie, Éléments pour une théorie marxiste du droit, Éditions François Maspero, 1973. Reedição Christian Bourgois, 1980. 3ª edição Flammarion, 2001.
- Légalisation de la classe ouvrière, Christian Bourgois, 1978.
- L'homme des foules, Payot, 1981. Reedição sob o título A quoi obéir ?, 2004.
- La maison de Kant, Conte moral, Christian Bourgois, 1984.
- La propriété littéraire et artistique, PUF, 1989.
- Nietzsche, un continent perdu, PUF, 1999.
- La Personne en danger, PUF, 1999.
- L'Adieu aux arts. 1926 : L'affaire Brancusi, Aubier, 2000.
- Le sacre de l'auteur, Le Seuil, 2004.
- L'art en conflits: l'oeuvre de l'esprit entre droit et sociologie, L'Harmattan, 2004. Em co-autoria com Nathalie Heinrich.
- Quand les juristes inventent le réel: la fabulation juridique, Hermann, 2007.

## Obras em português
- Direito captado pela fotografia: elementos para uma teoria marxista do direito, Coimbra: Centelha, 1976.

- A legalização da classe operária' ', São Paulo: Boitempo, 2016.